# NBA Three-point Shootout
Il Three Point Shootout è un evento organizzato dalla NBA durante l'All-Star Weekend, nel sabato che precede l'All-Star Game.

## Formato
I partecipanti hanno a disposizione 70 secondi di tempo per segnare il maggior numero di canestri possibile. I palloni sono venticinque, suddivisi in cinque carrelli, situati ogni 45 gradi sulla linea da tre punti (distanza NBA: 7 metri dal canestro). Ogni pallone vale un punto tranne l'ultimo di ogni carrello, la cosiddetta "Money Ball", che vale due punti; nelle ultime edizioni uno dei 5 carrelli è costituito interamente da money ball e ogni partecipante può scegliere dove posizionare questo carrello in base alle proprie preferenze.
Dal 2002, i partecipanti alla gara sono sei, mentre prima ne erano ammessi otto. I tre giocatori che totalizzano il punteggio maggiore nella qualificazione sono ammessi alla fase finale. In caso di pareggio tra due o più partecipanti viene fatto uno spareggio con le stesse modalità, ma in 24 secondi di tempo.
Dal 2020 sono state aggiunte le “MTN DEW ZONE”, due nuove zone equidistanti dal canestro.
Le due zone verdi sono a 1.8 metri dalla linea del tiro da tre ed hanno una speciale palla verde, la “3-Ball”. Ogni tiro vale tre punti.

## Record
Larry Bird e Craig Hodges hanno conquistato tre vittorie consecutivamente. Il record attuale è di 31 punti realizzati da Stephen Curry e Tyrese Haliburton.
Craig Hodges ha realizzato il record per il maggior numero di canestri consecutivi in un singolo round (19).
Detlef Schrempf e Michael Jordan hanno fatto registrare il record negativo per il minor numero di canestri realizzati in un round, cinque rispettivamente nel 1988 e nel 1990.

## Albo d'oro
- 1986  Larry Bird, Boston Celtics
- 1987  Larry Bird (2), Boston Celtics
- 1988  Larry Bird (3), Boston Celtics
- 1989  Dale Ellis, Seattle SuperSonics
- 1990  Craig Hodges, Chicago Bulls
- 1991  Craig Hodges (2), Chicago Bulls
- 1992  Craig Hodges (3), Chicago Bulls
- 1993  Mark Price, Cleveland Cavaliers
- 1994  Mark Price (2), Cleveland Cavaliers
- 1995  Glen Rice, Miami Heat
- 1996  Tim Legler, Washington Bullets
- 1997  Steve Kerr, Chicago Bulls
- 1998  Jeff Hornacek, Utah Jazz
- 1999 non disputato
- 2000  Jeff Hornacek (2), Utah Jazz
- 2001  Ray Allen, Milwaukee Bucks
- 2002  Predrag Stojaković, Sacramento Kings
- 2003  Predrag Stojaković (2), Sacramento Kings
- 2004  Voshon Lenard, Denver Nuggets
- 2005  Quentin Richardson, Phoenix Suns
- 2006  Dirk Nowitzki, Dallas Mavericks
- 2007  Jason Kapono, Miami Heat
- 2008  Jason Kapono (2), Toronto Raptors
- 2009  Daequan Cook, Miami Heat
- 2010  Paul Pierce, Boston Celtics
- 2011  James Jones, Miami Heat
- 2012  Kevin Love, Minnesota Timberwolves
- 2013  Kyrie Irving, Cleveland Cavaliers
- 2014  Marco Belinelli, San Antonio Spurs
- 2015  Stephen Curry, Golden State Warriors
- 2016  Klay Thompson, Golden State Warriors
- 2017  Eric Gordon, Houston Rockets
- 2018  Devin Booker, Phoenix Suns
- 2019  Joe Harris, Brooklyn Nets
- 2020  Buddy Hield, Sacramento Kings
- 2021  Stephen Curry (2), Golden State Warriors
- 2022  Karl-Anthony Towns, Minnesota Timberwolves
- 2023  Damian Lillard, Portland Trail Blazers
- 2024  Damian Lillard (2), Milwaukee Bucks
- 2025  Tyler Herro, Miami Heat

## Vittorie per franchigia
| Numero | Franchigia          | Giocatori                                       | Vittorie               |
| ------ | ------------------- | ----------------------------------------------- | ---------------------- |
| 4      | Chicago Bulls       | Craig Hodges Steve Kerr                         | 1990, 1991, 1992, 1997 |
| 4      | Boston Celtics      | Larry Bird Paul Pierce                          | 1986, 1987, 1988 2010  |
| 4      | Miami Heat          | Glen Rice Jason Kapono Daequan Cook James Jones | 1995 2007 2009 2011    |
| 3      | Cleveland Cavaliers | Mark Price Kyrie Irving                         | 1993, 1994 2013        |
| 3      | Sacramento Kings    | Peja Stojaković Buddy Hield                     | 2002, 2003 2020        |
| 3      | G.S. Warriors       | Stephen Curry Klay Thompson                     | 2015, 2021 2016        |
| 2      | Utah Jazz           | Jeff Hornacek                                   | 1998, 2000             |
| 2      | Phoenix Suns        | Quentin Richardson Devin Booker                 | 2005 2018              |
| 2      | Minnesota T'wolves  | Kevin Love Karl-Anthony Towns                   | 2012 2022              |
| 2      | Milwaukee Bucks     | Ray Allen Damian Lillard                        | 2001 2024              |
| 1      | Seattle S.Sonics    | Dale Ellis                                      | 1989                   |
| 1      | Washington Bullets  | Tim Legler                                      | 1996                   |
| 1      | Denver Nuggets      | Voshon Lenard                                   | 2004                   |
| 1      | Dallas Mavericks    | Dirk Nowitzki                                   | 2006                   |
| 1      | Toronto Raptors     | Jason Kapono                                    | 2008                   |
| 1      | San Antonio Spurs   | Marco Belinelli                                 | 2014                   |
| 1      | Houston Rockets     | Eric Gordon                                     | 2017                   |
| 1      | Brooklyn Nets       | Joe Harris                                      | 2019                   |
| 1      | Portland T. Blazers | Damian Lillard                                  | 2023                   |